# Корпорация монстров
«Корпора́ция мо́нстров» (англ. Monsters, Inc.) — американский анимационный комедийный фильм 2001 года, созданный Pixar Animation Studios для Walt Disney Pictures. Фильм озвучивали Джон Гудмен, Билли Кристал, Стив Бушеми, Джеймс Коберн, Мэри Гиббс и Дженнифер Тилли, режиссёром фильма был Пит Доктер, сорежиссёрами — Ли Анкрич и Дэвид Силверман, продюсером — Дарла Кей Андерсон, сценарий написали Эндрю Стэнтон и Дэниел Герсон. В центре фильма — два монстра: волосатый Джеймс П. «Салли» Салливан (Гудмен) и его одноглазый партнёр и лучший друг Майк Вазовски (Кристал), которые работают на одноимённом заводе по производству энергии Корпорация монстров, который вырабатывает электроэнергию, пугая человеческих детей. Однако мир монстров считает, что дети токсичны, и когда маленькая человеческая девочка Бу (Гиббс) пробирается на фабрику, её нужно вернуть домой, пока не стало слишком поздно.
Доктер начал разрабатывать фильм в 1996 году и написал историю вместе с Джилл Калтон, Джеффом Пидженом и Ральфом Эгглстоном, следуя идее, возникшей на обеде в 1994 году, на котором присутствовали во время почти завершения «Истории игрушек» (1995), в то время как Стэнтон написал сценарий вместе с Герсоном. Персонажи прошли через множество воплощений в течение пятилетнего производственного процесса фильма. Техническая группа и аниматоры нашли новые способы реалистично имитировать мех и ткань для фильма. Рэнди Ньюман, который написал музыку для трех предыдущих фильмов Pixar, вернулся, чтобы написать музыку для четвёртого.
Премьера фильма «Корпорация монстров» состоялась в театре Эль-Капитан в Лос-Анджелесе 28 октября 2001 года, а 2 ноября он был выпущен в кинотеатрах США. После выхода фильм получил признание критиков и имел коммерческий успех, собрав более 528 миллионов долларов по всему миру и став третьим по кассовым сборам фильмом 2001 года. Фильм получил премию «Оскар» за лучшую песню к фильму за «If I Didn't Have You» и был номинирован на первую премию «Лучший анимационный полнометражный фильм», но проиграл фильму DreamWorks Animation «Шрек», а также был номинирован на премию «Лучшая музыка к фильму» и «Лучший звуковой монтаж». «Корпорация монстров» была повторно выпущена в 3D в кинотеатрах 19 декабря 2012 года. Приквел под названием «Университет монстров», снятый Дэном Скэнлоном, был выпущен 21 июня 2013 года. Премьера сиквела под названием «Монстры за работой» состоялась на Disney+ 7 июля 2021 года.

## Сюжет
Где-то существует вымышленный город Монстрополис, в котором живут монстры. Электроэнергию для города они извлекают из криков человеческих детей, поэтому главным предприятием является фабрика страха — «Корпорация монстров». На ней с помощью специальных аппаратов монстры проникают в человеческий мир через двери стенных шкафов, которые ведут в комнаты детей.
Когда испуганный ребёнок кричит, звук его крика подаётся в специальный переносной баллон жёлтого цвета, из которого потом получают энергию. Среди сотрудников «Корпорации» лидером по запугиванию является Джеймс П. Салливан по прозвищу «Салли», работающий вместе с другом Майком Вазо́вски. Конкуренцию ему составляет монстр Рэндалл Боггс, похожий на ящерицу, который завидует успехам Салли. В то же время, дети не должны проникнуть в мир монстров: во-первых, они считаются разносчиками заразы для монстров, во-вторых, крики в мире монстров способны устроить сбои в работе электросетей. Кроме того, директор «Корпорации» Генри Джей Водоног наблюдает тенденцию: чаще стали попадаться дети, которые не боятся монстров, и начинает нависать угроза энергетического коллапса.
Однажды Майк забывает отнести документы и просит помочь Салли. Придя в цех, Салли обнаруживает, что в нём осталась одна из дверей. Думая, что кто-то застрял в комнате, Салли приоткрывает дверь, но там никого. Закрыв дверь, Салли обнаруживает, что в цех проникла девочка. Сильно перепугавшись, он делает несколько неудачных попыток вернуть её, после чего сажает в сумку, но тут в цеху появляется Рэндалл. Испугавшись, Салли прячется, а Рэндалл, который ведёт себя очень подозрительно, отсылает дверь на склад и уходит. В отчаянии Салли бежит в ресторан, где Майк празднует день рождения своей подружки Селии, но не успевает рассказать, так как девочка выбирается из сумки и устраивает в ресторане переполох. Парочка, прихватив девочку, спасается бегством, чтобы не быть схваченными Агентством Обнаружения Детей.
У себя дома они защищаются от девочки, которой Салли придумывает прозвище «Бу», чем доводят её до слёз, и в квартире происходит перегрузка электросети. Пытаясь её успокоить, они заставляют её смеяться, из-за чего по домам проходит чрезвычайно мощный разряд электричества, вызывающий замыкание. Пока Майк строит планы, как им избавиться от Бу, Салли приглядывается и понимает, что она не заразна. Более того, он разрешает ей лечь спать, после чего излагает Майку план — пронести Бу на фабрику и найти ключ от двери. На одном из рисунков Бу Салли видит Рэндалла и приходит к выводу, что Рэндалл тогда вызвал её дверь. Надев на Бу самодельный костюм монстра, друзья приходят на фабрику, но обнаруживают там сотрудников АОД, которые ищут девочку. Попытки Майка вернуть Бу приводят к тому, что он попадает в ловушку, устроенную Рэндаллом. В подвале Рэндалл не отпускает Майка, а показывает ему установку для пыток «Криковыжималку», чей всасыватель способен загрузить энергией криков несколько баллонов. Это изобретение, по мнению Рэндалла, должно спасти «Корпорацию» в преддверии кризиса.
Салли спасает Майка, и они собираются сбежать с фабрики, но тут Салли решает рассказать боссу о преступлениях. Однако вскоре выясняется, что именно Водоног поручил похитить ребёнка, чтобы предотвратить энергетический кризис, а Рэндалл согласился помочь. С помощью двери они отправляют Салли и Майка в Гималаи, где их подбирает дружелюбный Йети, бывший сотрудник Корпорации, некогда изгнанный по неизвестной причине. Он рассказывает, что неподалёку есть деревня, и Салли сооружает из подручных материалов сани, чтобы добраться дотуда, но Майк считает, что их положение — прямой результат того, что Салли не слушал его советов. Вернувшись, Салли освобождает Бу, на которой Рэндалл и Водоног собираются применить «Криковыжималку». Затем появляется Майк и случайно разоблачает маскировку Рэндалла, пока тот пытался задушить Салли, тем самым спасая друга. Следуя за дверью и убегая от Рэндалла, друзья попадают на склад с огромным количеством дверей. Заставив Бу смеяться, они активируют сразу все двери, превратив их в порталы. После долгой и изнурительной погони им удаётся одержать верх над Рэндаллом, запихнув того в дверь шкафа одного трейлера, где Рэндалла бьют, приняв за аллигатора. Затем дверь Бу вместе с Салли и Майком перехватывается агентами и мистером Водоногом, который хочет выставить Салли и Майка похитителями. Майк отвлекает внимание на себя, Салли и Бу убегают с дверью, но их замечает Водоног и бросается за ними. Салли якобы заряжает дверь и укладывает девочку. Но в комнату вбегает Водоног и во всеуслышание признаётся, что «украдёт тысячи детей, но не даст умереть компании». Вдруг стена поднимается, и ошеломлённый злодей обнаруживает, что попал в ловушку — Салли заманил его в экспериментальную комнату, где проходят тестирования новичков, и всё записывается на видеокамеру. Майк вместе с сотрудниками АОД разоблачает Водонога, его арестовывают и увозят.
Химические работники сообщают Салли и Майку, что с ними хочет побеседовать глава АОД, — им оказывается администраторша отдела страхов по имени Роз, похожая на слизня, которая сообщает, что они два с половиной года выслеживали Водонога, и что операция чуть не прошла даром из-за того, что вмешались Салли и Майк, перехватив Бу, но в то же время без их вмешательства АОД никогда бы не разоблачило Водонога. Затем она говорит, что Бу можно отправить домой, но дверь будет уничтожена. Салли прощается с Бу, и дверь уничтожают в измельчителе. Дальнейшая судьба компании оказывается под вопросом, но Салли вспоминает о том, что случилось, когда Бу смеялась. Спустя какое-то время он становится директором компании, перепрофилировав отдел страхов в отдел смеха, так как смех даёт энергии в десять раз больше, чем крик. Но Салли скучает по Бу. Неожиданно Майк показывает другу сюрприз — он восстановил дверь Бу, склеив щепки. Салли проходит в комнату и встречает девочку — на этой радостной ноте фильм заканчивается.

## Роли озвучивали
| Персонаж           | Актёр озвучивания |
| ------------------ | ----------------- |
| Джеймс Пи Салливан | Джон Гудмен       |
| Майк Вазовски      | Билли Кристал     |
| Бу                 | Мэри Гиббс        |
| Рэндалл Боггс      | Стив Бушеми       |
| Мистер Водоног     | Джеймс Коберн     |
| Селия Мэй          | Дженнифер Тилли   |
| Роз                | Боб Питерсон      |
| Йети               | Джон Ратценбергер |
| Грибок             | Фрэнк Оз          |
| Нидлман            | Дэниел Джерсон    |
| Смитти             | Дэниел Джерсон    |
| Джерри             | Стив Саскинд      |
| Флинт              | Бонни Хант        |
| Хлюп               | Джефф Пиджон      |
| Джордж Сандерсон   | Сэмюэл Лорд Блэк  |

## Производство

### Разработка
Идея «Корпорации монстров», а также идеи, которые в конечном итоге стали «Приключениями Флика», «В поисках Немо» и «ВАЛЛ-И», были задуманы в 1994 году на обеде, на котором присутствовали Джон Лассетер, Пит Доктер, Эндрю Стэнтон и Джо Рэнфт, незадолго до завершения «Истории игрушек». Одной из идей, возникших в результате мозгового штурма, был фильм о монстрах. "Когда мы снимали «Историю игрушек», — сказал Доктер, — "все подходили ко мне и говорили: «Эй, я полностью верил, что мои игрушки оживают, когда я выхожу из комнаты». Поэтому, когда Disney попросили нас сделать ещё несколько фильмов, я хотел задействовать детскую идею, которая была похожа на эту. Я знал, что монстры вылезают из моего шкафа, когда я был ребёнком. Поэтому я сказал: «Эй, давайте сделаем фильм о монстрах».
Доктер начал работу над фильмом, который должен был стать «Корпорацией монстров», в 1996 году, в то время как другие сосредоточились на «Приключениях Флика» (1998) и «Истории игрушек 2» (1999). Его кодовое название было «Скрытый город» в честь любимого ресторана Доктера в Пойнт-Ричмонд. К началу февраля 1997 года Доктер вместе с Харли Джессап, Джилл Калтон и Джеффом Пидженом составили черновик трактовки, которая имела некоторое сходство с финальным фильмом. Доктер представил историю Disney с некоторыми начальными иллюстрациями 4 февраля того же года. Он и его команда сценаристов ушли с некоторыми предложениями наготове и вернулись, чтобы представить доработанную версию истории 30 мая. На этой встрече давний аниматор Disney Джо Грант, чья работа восходит к «Белоснежке и семи гномам» (1937), предложил название «Корпорация монстров», обыгрывая название гангстерского фильма «Корпорация „Убийство“», и название прижилось. Фильм стал первым полнометражным фильмом Pixar, режиссёром которого не был Лассетер, вместо этого его снимали Доктер, а также Ли Анкрич и Дэвид Сильверман, которые были сорежиссёрами. Ранний тест «Корпорации монстров» был выпущен 11 октября 1998 года.

### Сценарий
Сюжетная линия приняла множество форм во время производства. Первоначальная идея Доктера представляла 30-летнего мужчину, имеющего дело с монстрами, которых он нарисовал в книге в детстве, которые вернулись, чтобы беспокоить его во взрослом возрасте. Каждый монстр представлял собой его страх, и преодоление этих страхов в конечном итоге привело к исчезновению монстров.
После того, как Доктер отказался от первоначальной концепции 30-летнего человека, боящегося монстров, он решил написать историю о приятеле между монстром и ребёнком под названием просто «Монстры», в которой персонаж-монстр Салли (на этом этапе известный как Джонсон) был перспективным на его рабочем месте, где целью компании было пугать детей. Окончательный помощник Салли, Майк Вазовски, ещё не был добавлен.
В период с 1996 по 2000 год главный монстр и ребёнок претерпели радикальные изменения по мере развития истории. По мере развития сюжета, возраст и пол ребёнка менялись. В конечном итоге, команда сценаристов решила, что лучшей парой для мохнатого, 8-футового (2,4 м) партнера по фильму будет девочка. После того, как девушка была выбрана, персонаж продолжал претерпевать изменения, в один момент становясь ирландцем, а в другой раз афроамериканцем. Первоначально персонаж маленькой девочки, известной как Мэри, стал бесстрашным семилетним ребёнком, закаленным годами насмешек и розыгрышей со стороны четырёх старших братьев. В резком контрасте с этим, Джонсон нервничает из-за возможности потерять работу после того, как босс в «Корпорации монстров». объявляет о сокращении. Он чувствует зависть, потому что другой пугальщик, Нед (который позже стал Рэндаллом), является лучшим исполнителем компании. В различных черновиках профессия Джонсона менялась между пугателем и какой-то другой должностью, например, уборщиком или рабочим на нефтеперерабатывающем заводе, пока он не стал лучшим пугателем в «Корпорации монстров». На протяжении всей разработки Pixar беспокоился, что наличие главного героя, чьей главной целью было пугать детей, оттолкнет аудиторию и заставит её не сопереживать ему. Позже Доктер описывал, что команда «из кожи вон лезла, пытаясь создать историю, в которой всё ещё были бы монстры», одновременно пытаясь решить эту проблему. Ключевой момент наступил, когда команда решила: «Ладно, он ЛУЧШИЙ пугатель. Он звёздный квотербек», а Доктер отмечал, что до этого момента «дизайн за дизайном, мы действительно не знали, что он из себя представляет». Disney заранее сообщил Pixar, что они не хотят, чтобы персонаж «выглядел как парень в костюме». С этой целью Джонсону изначально планировалось сделать щупальца вместо ног; однако это вызвало много проблем на ранних анимационных тестах. Идея была позже в значительной степени отвергнута, так как считалось, что зрители будут отвлекаться на щупальца. Возраст Мэри также различался от черновика к черновику, пока сценаристы не остановились на трёхлетнем возрасте. «Мы обнаружили, что чем она моложе, тем больше она зависит от Салли», — сказал Доктер.
В конце концов Джонсон был переименован в Салливана. Салливан также планировалось носить очки на протяжении всего фильма. Однако создатели посчитали это опасной идеей, потому что глаза были прекрасно читаемым и ясным способом выражения личности персонажа; поэтому эта идея также была отвергнута.
Идея монстра-напарника для главного монстра возникла 6 апреля 1998 года на «саммите по сюжету» в Бербанке с сотрудниками Disney и Pixar. Термин, придуманный Лассетером, «саммит по сюжету» был интенсивным упражнением, которое должно было дать законченную историю всего за два дня. Группа согласилась, что такой персонаж даст главному монстру человека, с которым можно поговорить о его затруднительном положении. Художник по развитию Рики Нирва нарисовал концептуальный набросок круглого одноглазого монстра в качестве концепции персонажа, и все в целом восприняли его. Доктер назвал персонажа Майком в честь отца своего друга Фрэнка Оза, режиссёра и исполнителя Маппетов. Джефф Пиджен и Джейсон Кац сделали раскадровку теста, в котором Майк помогает Салли выбрать галстук для работы, и Майк Вазовски вскоре стал важным персонажем в фильме. Первоначально у Майка не было рук, и ему приходилось использовать ноги в качестве конечностей; однако из-за некоторых технических трудностей ему вскоре добавили руки.
Сценарист Дэниел Герсон присоединился к Pixar в 1999 году и ежедневно работал над фильмом с создателями фильма в течение почти двух лет. Он считал это своим первым опытом написания художественного фильма. Он объяснил: «Я сидел с Питом [Доктером] и Дэвидом Силверманом, и мы обсуждали сцену, и они говорили мне, что они ищут. Я делал некоторые предложения, а затем уходил и писал последовательность. Мы снова собирались вместе, просматривали её, а затем передавали её художнику по сценарию. Вот где действительно начинался совместный процесс. Художник по доске не был обязан моей работе и мог позволить себе вольности здесь и там. Иногда я предлагал идею о том, как сделать шутку визуально лучше. Как только сцена переходила к анимации, аниматоры ещё больше дорабатывали материал».
Доктер ссылался на фильм 1973 года «Бумажная луна» как на источник вдохновения для концепции человека, который сталкивается с ребёнком, который оказывается настоящим экспертом, и он отдает должное Лассетеру за придумывание концепции «смех в десять раз сильнее страха».

### Кастинг
Билл Мюррей рассматривался на роль Джеймса П. «Салли» Салливана. Он пробовался на эту роль и был заинтересован, но когда Пит Доктер не смог связаться с ним, он воспринял это как «нет». Роль Салли озвучивал Джон Гудман, давний коллега по комедийному сериалу «Розанна» и постоянный участник фильмов братьев Коэн. Гудман интерпретировал персонажа для себя как монстра, эквивалентного игроку Национальной футбольной лиги. «Он как опытный линейный на десятом году своей карьеры», — сказал он в то время. «Он полностью предан своему делу и настоящий профессионал». Билли Кристал, сожалея, что отказался от роли Базза Лайтера несколько лет назад, принял роль Майка Вазовски, одноглазого лучшего друга Салли и помощника-пугала.

### Анимация

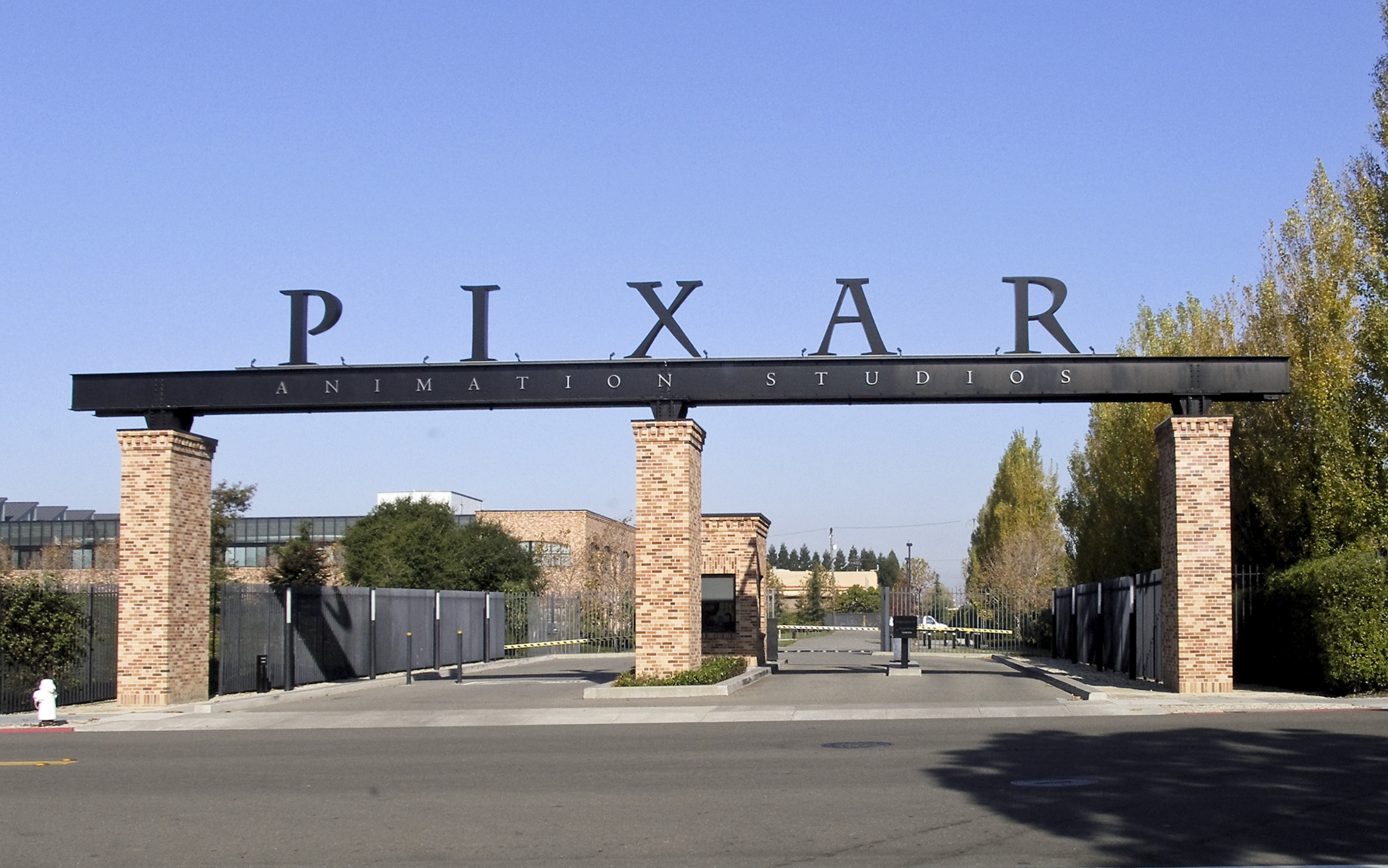
Когда в 2000 году началось серьёзное производство «Корпорации монстров», Pixar переехала в более крупное здание в Эмеривилле, Калифорния.

В ноябре 2000 года, в начале производства «Корпорации монстров», Pixar собралась и переехала во второй раз после лет Lucasfilm Ltd. 500 сотрудников компании оказались распределены по трем зданиям, разделенным оживленным шоссе. Компания переехала из Пойнт-Ричмонд в гораздо более крупный кампус в Эмеривилле, совместно спроектированный Лассетером и Стивом Джобсом.
В производстве фильм отличался от более ранних фильмов Pixar, так как у каждого главного героя в этом фильме был свой ведущий аниматор — Джон Карс для Салли, Эндрю Гордон для Майка и Дэйв ДеВан для Бу. Карс обнаружил, что «медвежье качество» голоса Гудмана исключительно хорошо подходит персонажу. Однако он столкнулся с трудной задачей, имея дело с огромной массой Салли; традиционно аниматоры передавали тяжесть фигуры, придавая ей более медленное, более вымученное движение, но Карс был обеспокоен тем, что такой подход к центральному персонажу придаст фильму «вялое» ощущение. Как и Гудман, Карс пришёл к мысли о Салли как о футболисте, чья атлетичность позволяла ему быстро двигаться, несмотря на его размер. Чтобы помочь аниматорам с Салли и другими крупными монстрами, Pixar организовала лекцию Роджера Крама, эксперта по передвижению тяжёлых млекопитающих из Калифорнийского университета в Беркли, на эту тему.
Чтобы придать Салли реалистичный вид, техническая команда приложила интенсивные усилия для улучшения рендеринга меха. Другие производственные дома также брались за реалистичный мех, в частности, Rhythm & Hues в рекламе белого медведя для Кока-кола 1993 года и в мордашках говорящих животных в фильме «Бэйб: Четвероногий малыш» 1995 года. Однако этот фильм требовал меха в гораздо большем масштабе. С точки зрения инженеров Pixar, поиск меха поставил несколько существенных задач; одна из них заключалась в том, чтобы выяснить, как анимировать большое количество волосков — 2 320 413 из них у Салли — достаточно эффективным способом, а другая — убедиться, что волосы отбрасывают тени на другие. Без самозатенения и мех, и волосы приобретают нереалистичный плоский цветной вид (например, в «Истории игрушек» волосы у младшей сестры Энди, как видно в начальной сцене этого фильма, — это волосы без самозатенения).
Первый тест с мехом позволил Салли пробежать полосу препятствий. Результаты были неудовлетворительными, так как такие объекты цепляли и растягивали мех из-за чрезмерного количества движения. Другой похожий тест также не увенчался успехом, потому что на этот раз мех проходил сквозь объекты.
Затем Pixar создала отдел моделирования и создала новую программу моделирования меха под названием Fizt (сокращение от «физический инструмент»). После того, как кадр с Салли был анимирован, этот отдел взял данные для этого кадра и добавил мех Салли. Fizt позволил меху реагировать более естественно. Каждый раз, когда Салли приходилось двигаться, его мех (автоматически) реагировал на его движения, таким образом, также принимая во внимание эффекты ветра и гравитации. Программа Fizt также управляла движением одежды Бу, что стало ещё одним «прорывом». Обманчиво простая на первый взгляд задача анимации ткани также была сложной из-за сотен складок и морщин, которые возникают на одежде, когда её владелец двигается. Команде также пришлось решить сложную проблему, как сохранить ткань распутанной — другими словами, чтобы она не проходила сквозь себя, когда её части пересекаются. Fizt применил ту же систему к одежде Бу, что и к меху Салли. Прежде всего, Бу была анимирована без рубашки; затем отдел моделирования использовал Fizt, чтобы надеть рубашку на тело Бу, и каждый раз, когда она двигалась, её одежда также реагировала на её движения более естественным образом.

Сцена «хранилища дверей» — одна из самых тщательно продуманных в фильме.

Чтобы решить проблему столкновений тканей, Майкл Касс, старший научный сотрудник Pixar, присоединился к Дэвиду Бараффу и Эндрю Уиткину в «Корпорации монстров» и разработал алгоритм, который они назвали «глобальным анализом пересечений», чтобы справиться с этой проблемой. Сложность кадров в фильме, включая сложные декорации, такие как дверное хранилище, требовала больше вычислительной мощности для рендеринга, чем любые из предыдущих усилий Pixar вместе взятых. Рендер-ферма для «Корпорации монстров» состояла из 3500 процессоров Sun Microsystems, по сравнению с 1400 для «Истории игрушек 2» и всего лишь 200 для «Истории игрушек», обе построены на собственной архитектуре процессоров Sun на базе RISC SPARC.
Сцена, в которой был обезврежен ресторан Harryhausen, изначально должна была включать взрыв ресторана. Из-за терактов 11 сентября взрыв был заменен плазменным куполом[нужен лучший источник].

## Релиз
Премьера «Корпорации монстров» состоялась 28 октября 2001 года в театре Эль-Капитан. В широкий прокат в Канаде мультфильм вышел 2 ноября 2001 года, в США — 23 ноября 2001 года, в Австрии, Камеруне и Польше — 1 февраля 2002 года, в Литве, Португалии и России — 22 марта 2002 года, в Кувейте и Тунисе — 13 августа 2002 года.

## Принятие
После выхода фильм получил признание критиков и имел коммерческий успех, собрав более 528 миллионов долларов по всему миру и став третьим самым кассовым фильмом 2001 года. Фильм получил премию «Оскар» за лучшую песню к фильму («If I Didn't Have You») и был номинирован на первую премию лучший анимационный фильм, но проиграл мультфильму «Шрек» от студии DreamWorks, а также был номинирован в категориях «лучшая музыка к фильму» и «лучший звуковой монтаж». Мультфильм был повторно выпущен в кинотеатрах 19 декабря 2012 года в формате 3D. Приквел под названием «Университет монстров», снятый Дэном Сканлоном, был выпущен 21 июня 2013 года. Премьера телесериала под названием «Монстры за работой» состоялась на Disney+ 7 июля 2021 года.

## Судебные иски
Незадолго до выхода фильма на Pixar подала в суд детская писательница Лори Мадрид из Вайоминга, заявив, что компания украла идеи из её стихотворения 1997 года «В моём шкафу мальчик».
В октябре 1999 года Мадрид отправила своё стихотворение шести издателям, в частности Chronicle Books, прежде чем превратить его в местный мюзикл в августе 2001 года. Посмотрев трейлер к «Корпорации монстров», Мадрид пришла к выводу, что Chronicle Books передали работу Pixar и что фильм основан на её работе . В октябре 2001 года она подала иск против Chronicle Books, Pixar и Disney в федеральный суд в Шайенне, штат Вайоминг. Её адвокат попросил суд вынести предварительный запрет, который запретил бы Pixar и Disney выпускать фильм, пока рассматривается иск.
На слушании 1 ноября 2001 года, за день до запланированного выхода фильма, судья отказался вынести запрет. 26 июня 2002 года он постановил, что фильм не имеет ничего общего с поэмой.
В ноябре 2002 года Стэнли Маус подал иск, в котором утверждал, что персонажи Майка и Салли были основаны на рисунках из фильма «Извините, моя пыль», который он пытался продать Голливуду в 1998 году. В иске также говорилось, что художник-рассказчик из Pixar посетил Мауса в 2000 году и обсудил с ним его работу. Представительница Disney ответила, что персонажи «Корпорации монстров» были «разработаны независимо творческими командами Pixar и Walt Disney Pictures и не нарушают чьи-либо авторские права». Дело в конечном итоге было урегулировано на нераскрытых условиях.